# 생로망

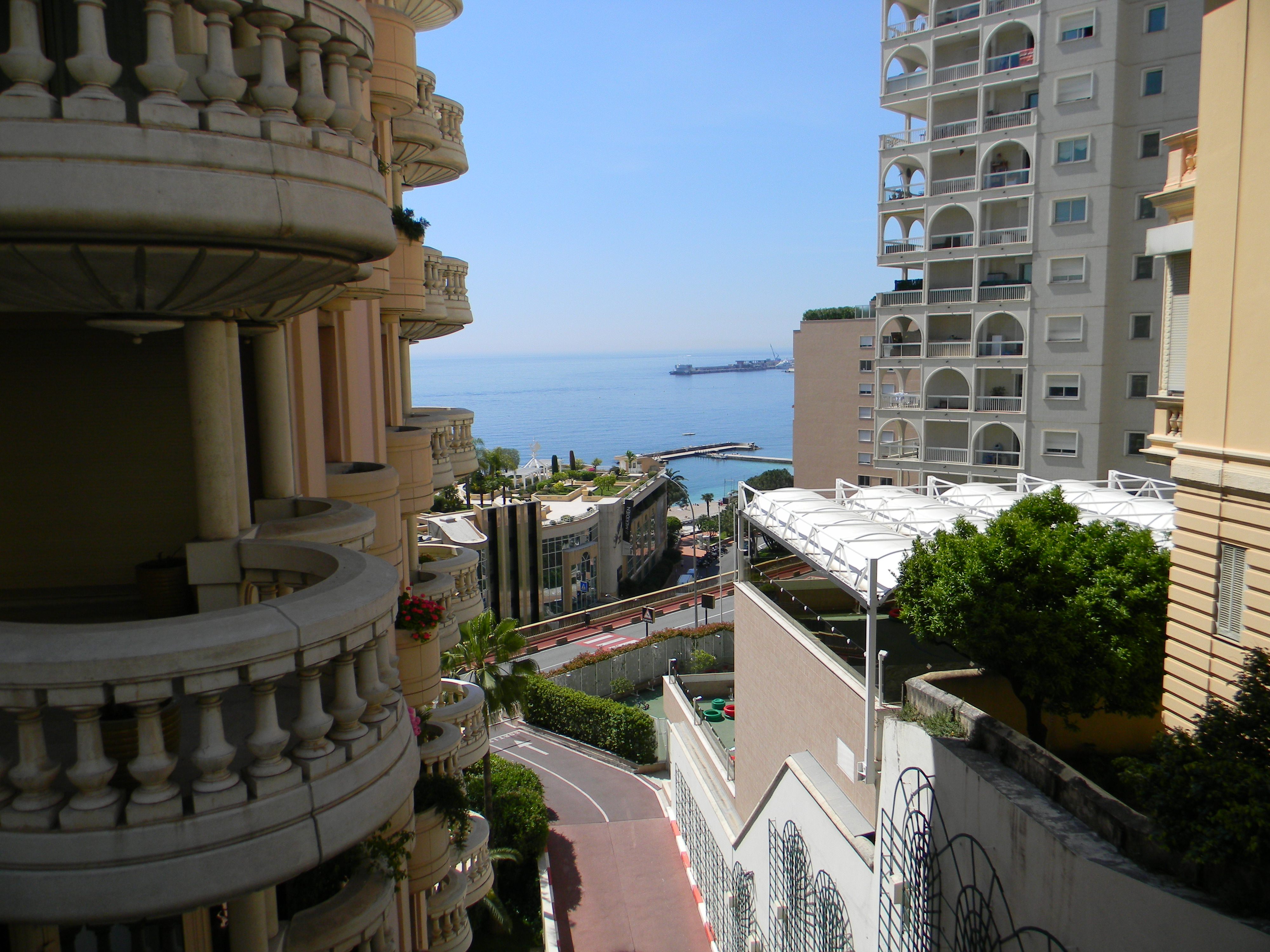

생로망(프랑스어: Saint Roman) 또는 라루스/생로망(프랑스어: La Rousse/San Roman)은 모나코를 구성하는 10개 행정구 가운데 하나이며 면적은 0.10km2, 인구는 3,223명(2000년 기준)이다. 모나코 최북단에 위치한 행정구이며 과거 몬테카를로에서 분리되어 신설되었다.